# Romuald Piasecki
Romuald Piasecki (ur. 23 sierpnia 1943 w Dobrocinie) – polski muzyk rockowy, gitarzysta, multiinstrumentalista, wokalista, kompozytor, autor tekstów, lider zespołu Romuald i Roman.

## Życiorys
Pobierał prywatne lekcje gry na fortepianie, następnie przez okres sześciu lat uczęszczał na zajęcia muzyczne w Wojewódzkim Domu Kultury we Wrocławiu. Tamże uczył się gry na mandolinie, bandżo, akordeonie, gitarze i śpiewał w chórze. Absolwent Wychowania Muzycznego we wrocławskim Studium Nauczycielskim.
Debiutował w 1963 roku jako gitarzysta zespołu Nastolatki. W latach 1964–1966 grał w Błękitnych Cieniach, zaś w latach 1966-1968 w Grupie I. W latach 1967–1968 miał także krótki epizod jako gitarzysta basowy w formacji ELAR, lecz w lutym 1968 reaktywował Grupę I, by wkrótce od niej odejść i stać się współzałożycielem i liderem zespołu Romuald & Roman (1968-1980, 2001). Od 1979 roku przez kilka lat grał także w międzynarodowej grupie Terra. W latach 80. wyemigrował do Anglii, gdzie nadal mieszka.
W 2009 roku wystąpił w filmie dokumentalnym o zespole Romuald & Roman pt. Gdzie chłopaki z tamtych lat?.  